# Second Screen
Second Screen (engl. für zweiter Bildschirm) ist ein um 2010 entstandener Begriff, der die Nutzung eines zweiten Bildschirms parallel zum laufenden Fernsehprogramm beschreibt. Der zweite Bildschirm ist typischerweise ein internetfähiges Mobiltelefon (Smartphone) oder ein berührungsempfindlicher Tablet-Computer. Über den zweiten Bildschirm ruft der Nutzer zusätzliche und über das Fernsehprogramm hinausgehende Informationen aus dem Internet ab oder kommentiert das Programm interaktiv mit anderen online.
Der Second Screen ist nicht mit dem Split Screen (mehrere Informationsquellen auf einem Bildschirm) und dem Multi-Monitor (mehrere Computerbildschirme zur besseren Visualisierung) zu verwechseln.

## Umfang der Nutzung von Second Screens

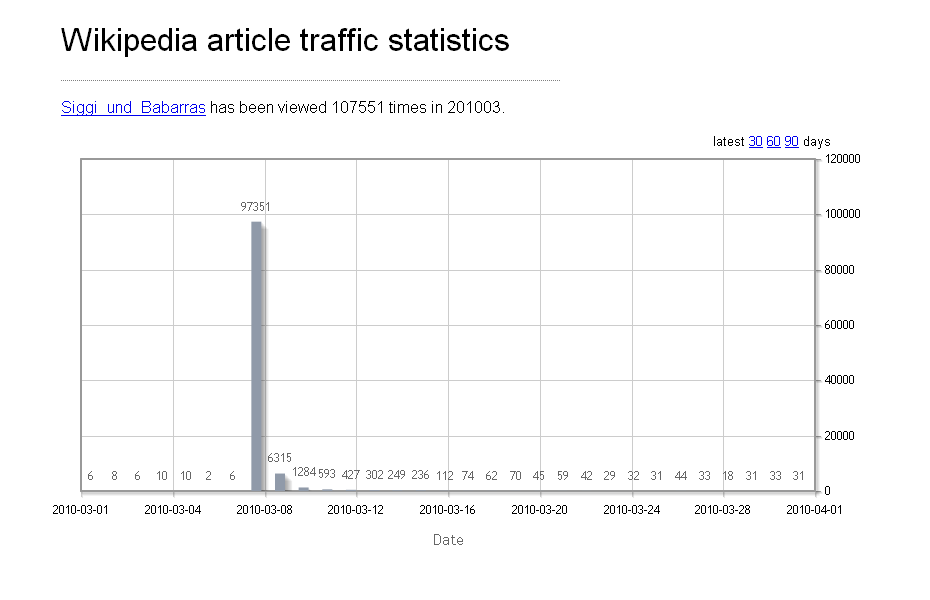
Seitenabrufe im März 2010 für die Wikipedia-Seite „Siggi und Babarras“. Nach einer entsprechenden Quizfrage in der Sendung Wer wird Millionär? wird die Wikipedia-Seite plötzlich fast 100.000 Mal abgerufen.

Fernsehzuschauer „surfen, twittern, bloggen oder schlagen Quiz-Antworten bei Wikipedia nach“. Der Anteil der Benutzer, die sich so neben dem Programm betätigen, ist nach Untersuchungen der Werbewirtschaft relativ hoch: Etwa die Hälfte der Zuschauer zwischen 14 und 49 Jahren in Deutschland nutzt Studien zufolge hierzu einen zweiten Bildschirm neben dem Fernsehen. In den USA nutzen 2012 laut Nielsen 62 Prozent mehrmals pro Woche Smartphones und Tablets während des laufenden TV-Programms als Second Screen; 84 Prozent mindestens einmal im Monat, wobei die jüngeren eher das Smartphone und die älteren eher ein Tablet verwenden.
Die ARD/ZDF-Onlinestudie 2012 bietet ein etwas differenzierteres Bild. Der Studie zufolge greifen im weitestmöglichen Nutzerkreis (also einschließlich der gelegentlichen Internetnutzer, „zumindest seltene“ Nutzung) 20 Prozent auf Angebote parallel zum Fernsehprogramm zurück, vor allem die unter 40-Jährigen. Das sollen 10,17 Millionen Personen sein. Männer geben doppelt so häufig wie Frauen an, dies zu tun, während sich bei der nicht programmbezogenen Internetnutzung während des Fernsehens keine geschlechtsbezogenen Unterschiede zeigten. Die Anzahl der Second-Screen-Nutzer wird für alle untersuchten Szenarien mit nur etwa sechs Prozent oder 3,05 Millionen beziffert. Der ARD/ZDF-Onlinestudie 2013 zufolge hat etwa die Hälfte der Fernsehnutzer bisher noch nie Fernsehen und Internet parallel verwendet. Die andere Hälfte nutzt das Internet überwiegend ohne Bezug zur gerade im Fernseher eingeschalteten Sendung. Je jünger die Nutzer, desto deutlicher ist dieses Verhalten. Die meisten verwenden Smartphones (etwa ein Drittel aller Online-Nutzer), nur wenige ein Pad (5 %).
Die Second-Screen-Nutzung spiegelt sich außerdem deutlich in den Zugriffsstatistiken von Wikipedia wider. Zu den zehn Artikeln, die im Jahr 2012 in der deutschsprachigen Wikipedia am häufigsten aufgerufen wurden, zählen unter anderem How I Met Your Mother und The Big Bang Theory. Neben solchen allgemeinen Informationsseiten zu Serien oder Filmen werden bei Wikipedia vergleichsweise häufig Artikel zu Schauspielern, Sachverhalten, die in Spielfilmen oder Dokumentationen thematisiert werden, oder z. B. Besuchern von TV-Shows bzw. im Fernsehen live übertragenen Sportereignissen aufgerufen. Regelmäßig ist auch die Recherche nach Antworten zu Fragen von bekannten Quiz-Shows zu beobachten. Zudem konnte bereits festgestellt werden, dass der Aufruf der programmbezogenen Wikipedia-Seiten hauptsächlich während der Ausstrahlung der Sendungen stattfindet, was eine tatsächliche Parallelnutzung von TV und internetfähigen Second Screens bestätigt.

## Spezielle Second-Screen-Angebote
Neben der Nutzung allgemeiner programmunabhängiger Webseiten gibt es auch spezielle Second-Screen-Angebote, die auf die Nutzung des Internets während laufender Fernsehsendungen zugeschnitten sind. Dabei kommen soziale Netzwerke oder Apps zum Einsatz, die von den Fernsehsendern oder von der Werbebranche bereitgestellt werden. Diese dienen der Bindung der Zuschauer an das Programm und an die Sendung. Außerdem sollen damit neue Werbeplätze vermarktet werden.
Sender und Werbewirtschaft experimentieren derzeit noch, um herauszufinden, welche Formate sich für welche Zwecke am besten eignen.

### Spezielle soziale Netzwerke
Es gibt soziale Netzwerke, die sich auf die Diskussion der laufenden Fernsehprogramme spezialisiert haben. Die Zuschauer können hier miteinander chatten oder sich auf andere Weise untereinander austauschen.

### Angebote von Fernsehsendern
Zu den Sendungen, die mittlerweile auf die Second-Screen-Nutzung zugeschnitten sind, zählen Wer wird Millionär? oder die Sportschau. Das ZDF begleitete erstmals am 6. Oktober 2012 die Sendung Wetten, dass..? mit einer Web-App neben dem Livestream, die nicht installiert werden musste, sondern nur einen HTML5-fähigen Webbrowser voraussetzte. Im Mai 2015 wurde die Mediathek-App durch die ZDF-App ersetzt, mit der unter anderem die Talkshow von Maybrit Illner mit einem Beteiligungsangebot begleitet wird. Die ARD ergänzte die Folge Der Wald steht schwarz und schweiget der Krimireihe Tatort mit einem Online-Spiel. RTL bietet eine App an, in der der Zuschauer zusätzliche Informationen zum laufenden Programm parallel verfolgen kann. Der ORF hat angekündigt, während der Ski-WM in Schladming im Februar 2013 zusätzliche Kameraeinstellungen und Daten über das Geschehen für Tablet-Anwender anzubieten.
Daneben werden Fernsehsendungen aber auch auf sozialen Netzwerken wie Twitter mit Hilfe von Hashtags sowie auf den Facebook-Seiten der Fernsehsender diskutiert. Dabei werden mitunter mehrere Millionen Zuschauerreaktionen während einer Sendung gepostet. Der Videotext-Dienst der ARD sammelt Tweets von Twitter mit bestimmten Hashtags zu besonders populären Sendungen, wie etwa zu der Talkshow Günther Jauch oder zum Tatort. Auch der Ausbau von Facebook-Seiten zu einzelnen Sendungen dient dazu, Zuschauerkommentare zu sammeln.

### Angebote der Werbebranche
Der zweite Bildschirm wird von der Werbeindustrie eingesetzt, um die Werbebotschaft direkter zu kommunizieren. Dazu wird beispielsweise Google AdWords genutzt, indem bestimmte Suchbegriffe, die zu Fernsehsendungen passen, gebucht werden. Oder es wird ein QR-Code eingeblendet, der über ein Smartphone direkt zu einer bestimmten Website führt. Das nützt vor allem dem Online-Handel.

## Kritik
Während Optimisten wie der netzpolitische Blogger Markus Beckedahl im Second Screen über Twitter die Möglichkeit von Beteiligung und Aktionismus sehen, empfinden Kritiker es als abwegig, wenn soziale Netzwerke für Kommentare über das laufende Fernsehprogramm genutzt werden und möchten damit besser nicht belästigt werden.